# Ethylmerkaptan
Ethylmerkaptan (C2H5SH) (také ethylhydrogensulfid nebo thioethanol, systematický název ethanthiol) je organická sirná sloučenina, patřící mezi thioly. Je sirnou obdobou ethanolu. Má silný, značně nepříjemný zápach, který člověk dokáže zachytit již při přítomnosti 1 molekuly ethylmerkaptanu na 2 800 000 000 molekul vzduchu (0,357 ppb). Podle Guinnessovy knihy rekordů z roku 2000 se jedná o nejintenzivněji zapáchající známou látku.[zdroj?]

## Průmyslová výroba
Ethylmerkaptan lze vyrobit reakcí sulfanu H2S s plynným ethanolem v kyselém prostředí, nicméně kyselý katalyzátor nesmí reagovat se sulfanem. Tato reakce probíhá pří 400 °C, jako katalyzátor se zde používá ThO2 nebo Al2O3.
C2H5OH + H2S → C2H5SH + H2O
Častěji se však vyrábí reakcí jodethanu s hydrogensulfidem sodným.
C2H5I + NaSH → C2H5SH + NaI

## Reakce
Ethylmerkaptan je cenné činidlo v organické syntéze. V přítomnosti hydroxidu sodného vzniká silný nukleofil ethanthiolát sodný. Ten také vzniká při reakci s hydridem sodným.
Také může hořet podle rovnice:
2 C2H5SH + 9 O2 → 4 CO2 + 6 H2O + 2 SO2.